# Габриел Форе
Габриел Юрбен Форе (на френски: Gabriel Urbain Fauré, ɡabʁiɛl yʁbɛ̃ fɔʁe) е френски композитор, органист, пианист и музикален педагог.

## Биография
Роден е на 12 май 1845 година в Памие край Фоа. През 1865 година завършва музикален колеж в Париж.
След това работи като органист и учител по музика. През следващите години Форе става един от най-изтъкнатите френски композитори на своето поколение, а стилът му оказва влияние върху много композитори от 20 век.
Най-известните му произведения са „Павана“, „Реквием“, ноктюрни за пиано и песните „Après un rêve“ и „Clair de lune“.
Габриел Форе умира на 4 ноември 1924 година в Париж.

## За него
- Duchen, Jessica (2000). Gabriel Fauré. London: Phaidon. ISBN 0-7148-3932-9.
- Johnson, Graham; Stokes, Richard (2009). Gabriel Fauré – The Songs and their Poets. Farnham, Kent and Burlington: Ashgate. ISBN 0-7546-5960-7.
- Jones, J. Barrie (1989). Gabriel Fauré – A Life in Letters. London: Batsford. ISBN 0-7134-5468-7.
- Nectoux, Jean-Michel (1984). Gabriel Fauré – His Life Through Letters. London: Boyars. ISBN 0-7145-2768-8.
- Nectoux, Jean-Michel (1991). Roger Nichols, ed. Gabriel Fauré – A Musical Life. Cambridge: Cambridge University Press. ISBN 0-521-23524-3.
- Orledge, Robert (1979). Gabriel Fauré. London: Eulenburg Books. ISBN 0-903873-40-0.
- Perreau, Stephan (2000). Notas a Ravel and Fauré String Quartets. Hong Kong: Naxos Records. OCLC 189791192.